# Chinatown (San Francisco)

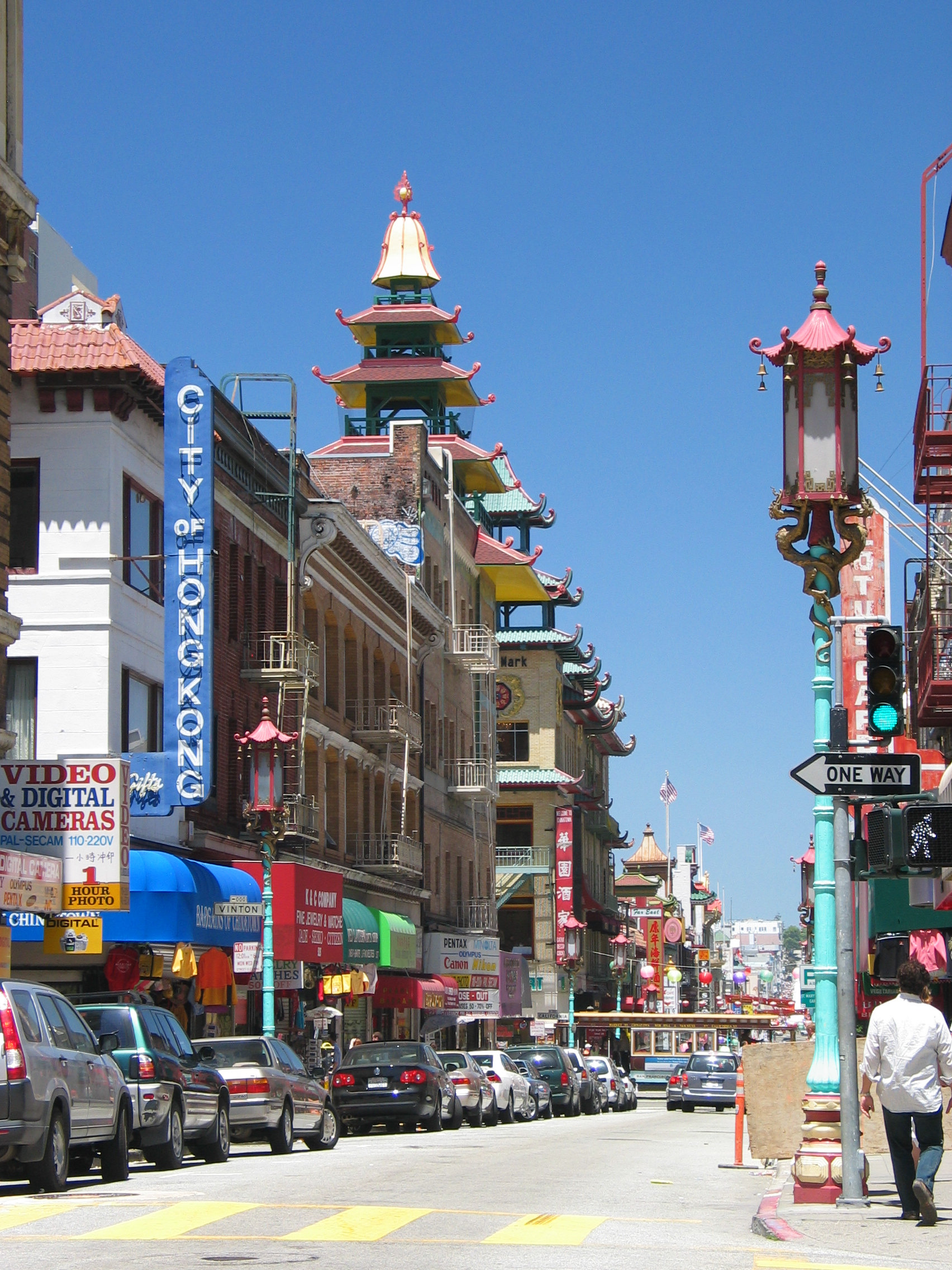
Straat met Chinese gebouwen

Chinatown San Francisco is na Chinatown New York de grootste Chinatown in Noord-Amerika. Er wonen ongeveer 100.000 mensen. 
De ingang van dit deel van San Francisco (of beter "stad in de stad") wordt duidelijk gemarkeerd door een Chinese toegangspoort. Er staan twee leeuwen geposteerd aan weerskanten van de poort die je verwelkomen in deze Chinese wijk. Het straatbeeld wordt gekenmerkt door Chinese straatverlichting, vlaggen en gebouwen die versierd zijn met pagodedaken. Op affiches, uithangborden, vlaggen en neonverlichting vindt men Chinese karakters. Het kan op iemand overkomen alsof men zich in een van de drukste steden in China bevindt.
Honderden Chinese restaurants (het zou in deze restaurants zijn dat de traditie van de typische gelukskoekjes is uitgevonden en dus niet in China), antiekwinkels en dergelijke bevinden zich in deze wijk. Andere opmerkelijke bezienswaardigheden zijn onder meer een boeddhistische tempel en de "Bank of Canton", een gebouw dat volledig in Aziatische stijl is gebouwd.
Het Chinatown van San Francisco is een toeristische attractie.